# 松本大樹 (映画監督)
松本 大樹（まつもと だいき、1983年5月16日 - ）は、日本の映像クリエイター、映画監督、撮影監督、プロデューサー。

## 人物
映像制作会社CROCO代表。現在は神戸を本拠地として活動中。また日本映画撮影監督協会正会員でもある。

## 経歴
1983年5月16日生まれ、兵庫県神戸市灘区出身。
ポストプロダクション、撮影技術会社など様々な映像制作関連会社で経験を積みながら、撮影・編集のノウハウを磨き、フリーランスの映像クリエイターとして独立。2013年に合同会社CROCOを創業し、以降様々なテレビ番組・企業CMプロモーション・ミュージックビデオの制作に携わる。 
2019年には、「みぽりん」で映画監督デビューを果たす。この初監督作はカナザワ映画祭2019「期待の新人監督」観客賞、おおさかシネマフェスティバル2020ワイルドバンチ賞を受賞。同作は劇場公開されるや否や全国各地で「みぽらー」と呼ばれる熱狂的なファンを生み出し、「絶叫上映」という観客参加型のユニークな上映イベントも大変話題となった。
コロナ禍になってからも、リモート映画や実写映画を継続的に製作。
2021年に製作総指揮・監督を担当した映画『極道系Vチューバー達磨』はゆうばり国際ファンタスティック映画祭2022ゆうばりチョイス部門に選出され、さらに同年開催されたアルゼンンチンのブエノスアイレス・ロホサングレ映画祭2022でも招待上映された。

## 作品

### 映画監督作品
- 『みぽりん』（2019年）　カナザワ映画祭2019観客賞／おおさかシネマフェスティバル2020ワイルドバンチ賞受賞
- 『はるかのとびら』（2020年）
- 『コケシ・セレナーデ』（2020年）
- 『極道系Vチューバー達磨』（2022年）　ゆうばり国際ファンタスティック映画祭2022ゆうばりチョイス部門／ブエノスアイレス・ロホサングレ映画祭正式招待
- 『婚活マーメイドぴちぴちまりんちゃん』（2022年）　AnyKobe2022／渋谷TAPEN映画祭CLIMAXat佐世保
- 『きらっきらにぶちころしたいっ！」（2023年）
- 『AGI俳優クニミノブヒコ』（2023年）

### 撮影作品
- 『あはらまどかの静かな怒り』（2022年）衣笠竜屯監督
- 『これじゃない歌』（2022年）岡本崇監督
- 『きらっきらにぶちころしたいっ！」（2023年）
- 『ボールドアズ、君。』（2023年）岡本崇監督

### その他
- アナ・ザ・ワールド（2020年・共同脚本）